# Play (EP)
Pour les articles homonymes, voir Play.
Albums de Ride
Ride EP
(1990) Smile
(1990)
Play EP est le second EP de Ride, paru en avril 1990 sur le label Creation Records. Les 4 titres ont été publiés aux États-Unis en juillet 1990 en y ajoutant ceux du Ride EP, sous la forme d'un mini-album intitulé Smile. Deux ans plus tard, en novembre 1992, Smile a été publié également au Royaume-Uni, alors que les deux EP originaux n'étaient plus disponibles.

## Titres
Tous les titres ont été écrits par Ride.
1. Like a Daydream – 3:06
2. Silver – 4:10
3. Furthest Sense – 3:24
4. Perfect Time – 3:52